# AVer Information
AVer Information Inc. (chino tradicional: 圓展科技股份有限公司; pinyin: Yuánzhǎn Kējì Gǔfèn Yǒuxiàn Gōngsī) (TWSE: 3669) antes conocida como AVerMedia Information, Inc., con base en Taiwán, es un fabricante de sistemas de videoconferencia, video-vigilancia, visualizadores (cámaras de documentos) y lapiceros interactivos. AVer es calificado en forma consistente entre los tres principales productores de visualizadores (cámaras de documentos) a nivel global y ha sido el líder del mercado en los Estados Unidos y Europa Occidental desde 2009. el 25 de agosto de 2011, AVer Information Inc. colocó una oferta pública inicial (IPO) en la Bolsa de Valores de Taiwán. 
AVer Information Inc. ha adquirido más de 200 patentes y recibido el premio iF Product Design Award, el reddot Design Award, el Good Design Award del Japón, el Worlddidac Innovation in Education Award, el COMPUTEX TAIPEI d&i Gold Award, el International CES Best of Innovation Award, y los premios Taiwan Excellence Gold & Silver Awards.

## Información corporativa
Las operaciones globales de AVer Information Inc. están dirigidas por su cofundador y CEO Michael Kuo y por su cofundador y presidente James Chang en sede central mundial de AVer en New Taipei City, Taiwán. La compañía tiene oficinas filiales ubicadas en Holanda, el Reino Unido, Francia, España, China, Japón y los Estados Unidos, así como representantes de ventas locales en Italia, Alemania, Rusia, Turquía, la India, Corea del Sur, Tailandia, México y Brasil. La oficina filial de los Estados Unidos, conocida como AVer Information Inc. USA, maneja las operaciones de AVer en los Estados Unidos, Canadá, México y Brasil y está manejada por el presidente y cofundador de AVer Information Inc. USA, Arthur Pait.